# Ramón de Campoamor y Campoosorio
Ramón de Campoamor y Campoosorio (Navia, Astúries, 24 de setembre de 1817 - Madrid, 11 de febrer de 1901) va ser un poeta romàntic asturià.

## Biografia

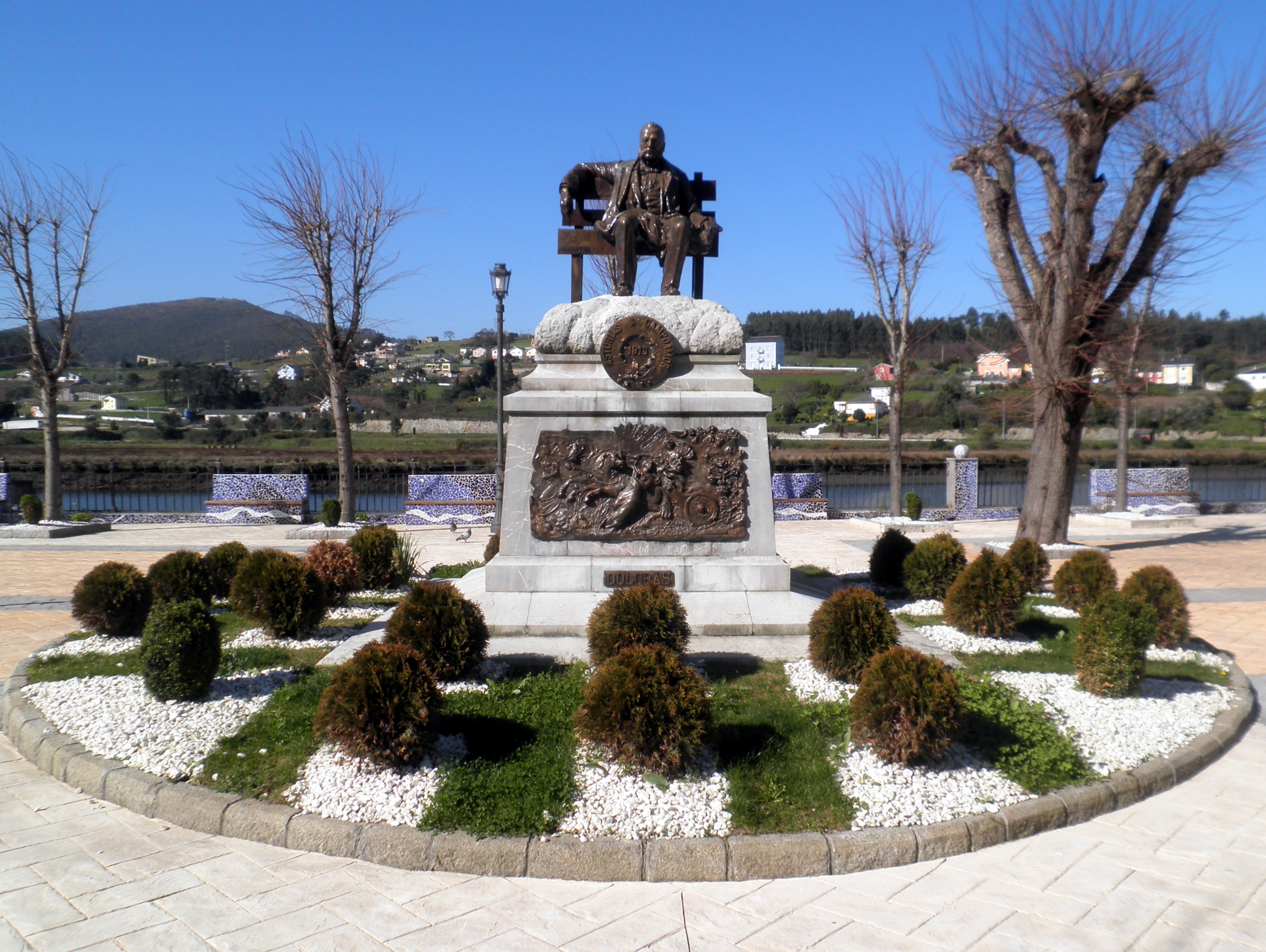
Estàtua de Ramón de Campoamor al Parc Ramón de Campoamor de Navia.

El seu pare era un modest camperol i la seua mare una rica hisendada del concejo. Va treballar com a criat per a una tia soltera, germana de la seua mare, que li facilità els estudis primaris a un pazo d'esta a Piñera, Navia. Als 9 anys començà l'ensenyament secundari a Puerto de Vega, lloc on passà l'adolescència.
Va estudiar filosofia a Santiago de Compostel·la, i lògica i matemàtiques, a Madrid. Als 18 anys es traslladà a Torrejón de Ardoz, província de Madrid, per a ingressar a la Companyia de Jesús.
Poc temps després, abandonà aquesta curta vocació i es matriculà a la universitat madrilenya, a la facultat de medicina, vocació que tampoc li durà molt de temps. A la facultat de medicina, un catedràtic li aconsellà que es dedicara a la literatura, perquè va creure descobrir en el jove una aptitud natural cap a les lletres més que cap a les ciències.
Als 20 anys, el 1838, publicà la primera obra impresa: Una mujer generosa, una comèdia en dos actes que no s'arribà a estrenar al teatre. També, al mateix any, publicà els seus primers versos romàntics al llibre Ternezas y flores.
Al voltant dels anys 1840 s'afilià al Partit Moderat d'acord amb les seus idees polítiques, que consistien en un gran fervor per la reina Isabel II i, en general, cap a la monarquia com a forma d'organització de l'Estat. El 1847 és nomenat governador civil de la província de Castelló i poc més tard d'Alacant, on es casà amb Guillermina o'Gorman, una jove dama d'una família irlandesa acomodada.
El 1850 és elegit per a ocupar un escó al Congrés dels Diputats, i el 1851 és traslladat a València per a ocupar el càrrec de governador fins al 1854. D'aquesta forma, participà activament en la vida pública i política de la nació. Fou escollit novament diputat per Castelló i per Alacant les Corts de 1853, 1857, 1863 i 1864. Després de la restauració borbònica fou escollit novament diputat a les eleccions generals espanyoles de 1876 per Santa Cruz de Tenerife, a les de 1879 pel districte d'Antequera i a les de 1884 per Madrid.
El 1861 és nomenat membre "E majúscula" de la Reial Acadèmia de la Llengua Espanyola. Va ser senador per Múrcia de 1888 a 1890, per Lleó en 1891 i per Ourense en 1896 i en els últims anys de la seua vida i arribà a ser conegut i admirat a Espanya i tot Hispanoamèrica.
L'11 de febrer de 1901 va morir a Madrid a l'edat de 83 anys.

## Obres
- Obras completas (Madrid 1901-1903, 8 vols.)
- Obras poéticas completas, 1949, 1951, 1972.

Teatre
- Una mujer generosa1838.
- El castillo de Santa María (1838)
- Una mujer generosa
- La fineza del querer
- El hijo de todos
- Guerra a la guerra, 1870.
- El hombre Dios (1871)
- Jorge el guerrillero, sarsuela, escrita amb Navarro
- Moneda falsa
- Cuerdos y locos, 1887
- Dies irae (1873),
- Las penas del purgatorio (1878), escrit amb Fuentes.
- Cómo rezan las solteras,
- El amor o la muerte,
- El confesor confesado.

Poesia
- Ternezas y flores, versos romàntics, 1838.
- Poesías, 1840
- Ayes del alma, 1842.
- Fábulas originales, 1842.
- Doloras, 1846.
- Poesías y fábulas, 1847.
- El drama universal, 1853. Hi ha edició moderna de 2008.
- Colón 1853.
- El licenciado Torralba, poema en ocho cantos, s. a. (sobre el llegendari Eugenio Torralba)
- Pequeños poemas (1872-1874)
- Los buenos y los sabios: poema en cinco cantos, 1881.
- Humoradas (1886-1888).
- Don Juan: pequeño poema, 1886.
- Los amores de una santa: poema en cartas, 1886.
- Fábulas completas, 1941.

Filosofia
- Filosofía de las leyes (1846)
- El personalismo, apuntes para una filosofía (1855)
- La metafísica limpia, fija y da esplendor al lenguaje (1862)
- Lo absoluto (1865)
- Poética (1883)
- El ideísmo (1883)
- La originalidad y el plagio
- Sócrates
- La Metafísica y la poesía ante la ciencia moderna
- Sobre el panenteísmo.

Altres
- Historia crítica de las Cortes reformadoras, 1837.
- Los manuscritos de mi padre: novela original, 1842.
- Polémicas, 1862.
- Discursos parlamentarios
- Polémicas con la democracia
- Cánovas, 1884.
- «Prólogo» a La Mujer, de Severo Catalina del Amo.
- «Prólogo» a las Fábulas d'Antonio Campos y Carreras.
- «Prólogo» a Cosas del Mundo.